# Harold James Ruthven Murray
Harold James Ruthven Murray (24 de juny de 1868 – 16 de maig de 1955), fou un prominent historiador dels escacs, i la primera persona a publicar la teoria que els escacs es varen originar a l'Índia.

## Biografia
Murray, el més gran d'onze fills, va néixer a prop de Peckham Rye a Peckham, Londres. Era fill de James Murray (primer editor de l'Oxford English Dictionary), va assistir a l'escola de Mill Hill i durant el seu temps lliure ajudà el seu pare a produir la primera edició de l'Oxford English Dictionary (OED). En el moment que acabà l'escola i havia de començar la preparació per la universitat, havia estat responsable de més de 27.000 cites que més tard va aparèixer a l'OED.
Va guanyar una plaça al Balliol College, Oxford, on el 1890 es va graduar amb el títol de Matemàtiques. Es va convertir en mestre assistent al Queen's College de Taunton, on va aprendre a jugar als escacs. Posteriorment va ser mestre assistent a la Carlisle Grammar School i el 1896 es va convertir en director de la Ormskirk Grammar School a Lancashire. El 4 de gener de 1897 es va casar amb na Kate Maitland Crosthwaite. El 1901, va ser nomenat inspector de l'escola i el 1928 es va convertir en membre de la junta d'educació.
El 1897 va ser encoratjat pel Baró von der Lhasa (que acabava d'acabar el seu llibre sobre la història dels escacs europeus) per tal que fes una investigació sobre el passat més remot dels escacs. Murray va tenir accés a la biblioteca més gran d'escacs en el món, la de John G. White, a Cleveland (Ohio), i també utilitzà la col·lecció de JW Rimington Wilson a Anglaterra. La col·lecció de White contenia alguns manuscrits àrabs, de manera que Murray va aprendre l'àrab (ja sabia també anglès i alemany) i examinà molts documents històrics dels escacs. La investigació li va portar 13 anys, i va contribuir amb articles sobre diversos aspectes de la història dels escacs a la British Chess Magazine i el Deutsches Wochenschach. El 1913 va publicar la seva obra més significativa, A History of Chess (Una història dels escacs), proposant la teoria que els escacs es van originar a l'Índia. Aquesta segueix sent la teoria més àmpliament acceptada avui en dia. (Vegeu Orígens dels escacs.)
El 1952, Murray publicà A History of Board Games other than Chess (Una història dels jocs de taula que no siguin d'escacs). Tot i que A History of Chess fou una obra reconeguda com a l'estàndard de referència sobre el tema, el seu enfocament erudit i gran longitud (900 pàgines) la va fer inaccessible per a la majoria dels jugadors d'escacs. Murray va començar un treball més curt sobre la història dels escacs escrit en un estil més popular. Aquesta obra, però, va quedar inacabada a la seva mort. Va ser completada per Goulding B. Brown i Harry Golombek i publicada el 1963 com a Breu història dels escacs.

## Obres
- A History of Chess (Londres: Oxford University Press, 1913)
- A History of Chess (Northampton, MA: Benjamin Press, 1985) ISBN 0-936317-01-9
- History of Board Games other than Chess. (1952)
- A Short History of Chess (1963, publicat després de la seva mort).
- The Dilaram Arrangement (no publicat)
- The Dilaram position in European Chess (no publicat)
- A History of Draughts (no publicat)
- A History of Heyshott (no publicat)
- The Early History of the Knight's Tour (no publicat)
- The Knight's Problem (no publicat)
- The Classification of Knight's Tours (no publicat)

Molts dels seus treballs no publicats són custodiats actualment a la biblioteca de la Universitat d'Oxford.